# Diário de um Novo Mundo
Diário de um Novo Mundo é um filme brasileiro de 2005, do gênero drama, dirigido por Paulo Nascimento e com roteiro baseado em romance de Luiz Antônio de Assis Brasil.

## Sinopse
Em 1752 um navio cruza o oceano Atlântico, com a fome e a doença afetando a embarcação. Um dos passageiros é o médico e escritor Gaspar de Fróes, que narra em seu diário os percalços da viagem e a chegada ao Brasil. Após chegar, Gaspar se apaixona por Maria, a esposa de um militar português influente, o que lhe causa problemas na nova terra.

## Elenco
- Edson Celulari .... Gaspar de Fróes
- Daniela Escobar .... Dona Maria
- Rogério Samora .... tenente Covas
- Marcos Paulo .... capitão Eleutério
- Zé Victor Castiel .... Manuel Escudeiro
- Jean Pierre Noher ... Don Pedro Caballos
- Nicola Siri .... Alessandro Spínola
- Ney Matogrosso....Participação especial
- José Eduardo

## Produção
Foi gravado nas Cidade de Rio Pardo, Rio Grande do Sul; Florianópolis, Santa Catarina; e Chuy no Uruguai.

## Principais prêmios e indicações
Festival de Gramado 2005
- Recebeu o Kikito na categoria de melhor roteiro (Pedro Zimmermann) e o Prêmio da Audiência.
- Indicado na categoria de melhor filme - longa-metragem brasileiro em 35 mm.